# Asgat, Sükhbaatar
Asgat (tiếng Mông Cổ: Асгат) là một sum của tỉnh Sükhbaatar ở miền đông Mông Cổ. Vào năm 2009, dân số của sum là 1.806 người.

## Địa lý
Sum có diện tích khoảng 7.198 km2. Trung tâm sum, Ulaandel, nằm cách tỉnh lỵ Baruun-Urt 45 km và thủ đô Ulaanbaatar 600 km.

### Khí hậu
Asgat có khí hậu bán khô hạn. Nhiệt độ trung bình hàng năm ở khu vực này là 4 °C. Tháng ấm nhất là tháng 8, khi nhiệt độ trung bình là 26 °C và lạnh nhất là tháng 1, với -22 °C. Lượng mưa trung bình hàng năm là 411 mm. Tháng ẩm ướt nhất là tháng 7, với lượng mưa trung bình là 115 mm, và khô nhất là tháng 1, với 3 mm.

## Kinh tế
Sum có một trường học, bệnh viện, trung tâm thương mại và nhà văn hóa.